# Spilleleen
Een spilleleen (spilleen) of konkelleen (Duits: Spilllehen of Kunkellehen) is in het leenstelsel een type leengoed dat zowel op een man als een vrouw kon vererven. 
Een spilleleen werd ook wel goed of onversterfelijk leen genoemd. Een leen dat alleen op een man kon vererven, heet zwaardleen en staat ook als slecht of versterfelijk leen bekend.
De graafschappen Henegouwen en Vlaanderen en Gelre voor zover het gebieden betrof tot Zutphens recht, zijn hier voorbeelden van. De woorden konkel en spil zijn ontleend aan het spinnen, vroeger een vrouwenarbeid bij uitstek.